# Morphōtikos Gymnastikos Syllogos Apollōn Kalamarias
Il Morphōtikos Gymnastikos Syllogos Apollōn Kalamarias (in greco Μορφωτικός Γυμναστικός Σύλλογος Απόλλων Καλαμαριάς?), noto semplicemente come Apollōn Kalamarias e chiamato anche Podosfairikī Anōnymī Etaireia Apollōn Pontou tra il 2017 ed il 2023, è una società calcistica greca di Kalamaria. Milita nella Gamma Ethniki, la terza serie del campionato greco di calcio.

## Storia
Quando centinaia di rifugiati dal Ponto (attuale Turchia) si stabilirono nella città di Salonicco e nella zona intorno dopo la guerra greco-turca (1919-1922) e il successivo spostamento della popolazione turca, un gruppo di questi emigrati greci fondò una società di musica per continuare le locali tradizioni. Ovviamente, il primo simbolo della società fu l'immagine di Apollo, della musica e della poesia.
Crescendo in popolarità tra gli abitanti di Kalamaria, il club presto si ingrandì, con una sezione di teatro e, più tardi, una di sport. Fu proprio in questo periodo che vennero scelti i colori sociali - il rosso, emblema del sangue pontino versato negli anni del genocidio greco, e il nero, a significare il dolore provato per la patria perduta. La squadra calcistica fu fondata nel gennaio 1926.
Il club è rimasto impantanato nella seconda divisione greca finché un uomo d'affari inizialmente proprietario del Kalamata FC, Stavros Papadopoulos, ha comprato la società nel 2001. Papadopoulos ha speso molto denaro per il club e ha portato in Grecia molti giovani calciatori provenienti dal Brasile, e la squadra ha guadagnato la promozione in prima divisione in soli due anni. Papadopoulos ha lasciato la direzione della squadra nel 2004.
Il 13 luglio 2017 il club cambia nome in Apollon Pontou, una volta rilevato da Alex Kalas.
A partire dalla stagione 2023-2024, a seguito di un avvicendamento societario la squadra è tornata ad utilizzare il nome storico di Apollon Kalamarias per le comunicazioni societarie.

## Stadio
La squadra dell'Apollon gioca le partite interne allo stadio Kalamaria, impianto di 7 000 posti.

## Organico

### Rosa 2023-2024
Aggiornata al 16 ottobre 2023.
| N. |                     | Ruolo | Calciatore             |
| -- | ------------------- | ----- | ---------------------- |
| 1  | Grecia (bandiera)   | P     | Giannis Rantos         |
| 2  | Grecia (bandiera)   | D     | Alexandros Kardaris    |
| 4  | Germania (bandiera) | D     | Valentin Metgenberg    |
| 5  | Grecia (bandiera)   | C     | Alexandro Saholli      |
| 6  | Grecia (bandiera)   | C     | Hussein Mumin          |
| 7  | Grecia (bandiera)   | C     | Giannis Kalaitzidis    |
| 8  | Grecia (bandiera)   | C     | Konstantinos Isaakidis |
| 10 | Grecia (bandiera)   | C     | Vasilios Kostika       |
| 11 | Grecia (bandiera)   | C     | Christos Almpanis      |
| 13 | Francia (bandiera)  | D     | Nasser Aboudou         |
| 14 | Grecia (bandiera)   | D     | Kōnstantinos Rougkalas |
| 17 | Grecia (bandiera)   | C     | Miltiadis Innos        |

| N. |                      | Ruolo | Calciatore            |
| -- | -------------------- | ----- | --------------------- |
| 20 | Grecia (bandiera)    | C     | Alexandros Kalogeris  |
| 22 | Spagna (bandiera)    | C     | Rubén de Tomás        |
| 23 | Grecia (bandiera)    | D     | Dimitrios Amarantidis |
| 27 | Argentina (bandiera) | C     | Alfredo Blancq        |
| 34 | Grecia (bandiera)    | P     | Vasilios Kinalis      |
| 66 | Grecia (bandiera)    | C     | Savvas Zapounidis     |
| 69 | Albania (bandiera)   | D     | Zog Djaloshi          |
| 74 | Grecia (bandiera)    | C     | Vasilios Pelkas       |
| 77 | Grecia (bandiera)    | C     | Konstantinos Lampiris |
| 99 | Argentina (bandiera) | A     | Federico Acevedo      |
|    | Svezia (bandiera)    | A     | Jonathan Flensborg    |
|    | Argentina (bandiera) | C     | Alex Aguado           |

### Rosa 2022-2023
Aggiornata al 26 febbraio 2023.
| N. |                     | Ruolo | Calciatore            |
| -- | ------------------- | ----- | --------------------- |
| 1  | Grecia (bandiera)   | P     | Evangelos Trigatzis   |
| 2  | Grecia (bandiera)   | D     | Giannis Dalianopoulos |
| 4  | Germania (bandiera) | D     | Valentin Metgenberg   |
| 6  | Grecia (bandiera)   | C     | Hussein Mumin         |
| 8  | Grecia (bandiera)   | C     | Giannis Kalaitzidis   |
| 13 | Francia (bandiera)  | D     | Nasser Aboudou        |
| 15 | Francia (bandiera)  | C     | Brian Esalo           |
| 17 | Grecia (bandiera)   | C     | Vasilios Kostika      |
| 18 | Ghana (bandiera)    | A     | Kwesi Abankwa         |
| 20 | Grecia (bandiera)   | C     | Alexandros Kalogeris  |
| 21 | Grecia (bandiera)   | A     | Chrīstos Aravidīs     |
| 23 | Grecia (bandiera)   | D     | Dimitrios Amarantidis |

| N. |                      | Ruolo | Calciatore                   |
| -- | -------------------- | ----- | ---------------------------- |
| 24 | Grecia (bandiera)    | D     | Panagiotis Tsagalidis        |
| 28 | Grecia (bandiera)    | A     | Marios Chamoksaras           |
| 30 | Grecia (bandiera)    | P     | Vangelis Pitkas              |
| 41 | Grecia (bandiera)    | C     | Stathis Belevonis            |
| 69 | Albania (bandiera)   | D     | Zog Djaloshi                 |
| 77 | Grecia (bandiera)    | C     | Konstantinos Lampiris        |
| 99 | Camerun (bandiera)   | C     | Franck Ellé Essouma          |
|    | Argentina (bandiera) | D     | Fabricio Conci               |
|    | Grecia (bandiera)    | P     | Venizelos Pentarakis         |
|    | Grecia (bandiera)    | C     | Athanasios Fokaidis          |
|    | Camerun (bandiera)   | A     | Donaldoni Zambou Nguemechieu |
|    | Grecia (bandiera)    | C     | Georgios Zournatzakis        |

### Rosa 2021-2022
Aggiornata al 3 gennaio 2022.
| N. |                    | Ruolo | Calciatore             |
| -- | ------------------ | ----- | ---------------------- |
| 1  | Grecia (bandiera)  | P     | Dimitrios Politis      |
| 2  | Grecia (bandiera)  | D     | Giannis Dalianopoulos  |
| 5  | Francia (bandiera) | D     | Pathy Malumandsoko     |
| 6  | Mali (bandiera)    | C     | Ousmane Sountoura      |
| 8  | Grecia (bandiera)  | C     | Giannis Kalaitzidis    |
| 9  | Grecia (bandiera)  | A     | Athanasios Dinopapas   |
| 10 | Francia (bandiera) | C     | Ulrich N'Nomo          |
| 11 | Grecia (bandiera)  | C     | Kenan Mpargkan         |
| 14 | Grecia (bandiera)  | C     | Athanasios Papaioannou |
| 17 | Francia (bandiera) | C     | Moussa Haddad          |
| 20 | Grecia (bandiera)  | C     | Alexandros Kalogeris   |

| N. |                    | Ruolo | Calciatore            |
| -- | ------------------ | ----- | --------------------- |
| 21 | Grecia (bandiera)  | C     | Vasilios Zacharakis   |
| 23 | Grecia (bandiera)  | D     | Dimitrios Amarantidis |
| 26 | Grecia (bandiera)  | C     | Dimitrios Xifilinos   |
| 27 | Grecia (bandiera)  | C     | Vasilios Fragos       |
| 30 | Grecia (bandiera)  | P     | Vangelis Pitkas       |
| 46 | Camerun (bandiera) | C     | Franck Ellé Essouma   |
|    | Grecia (bandiera)  | P     | Panagiotis Panousis   |
|    | Grecia (bandiera)  | C     | Stavros Antoniadis    |
|    | Francia (bandiera) | D     | Emmanuel Robe         |
|    | Serbia (bandiera)  | A     | Dragan Mirkovic       |

## Palmarès
- Football League (Grecia): 3 
1972-1973, 1982-1983, 1991-1992
- Gamma Ethniki: 4 
1976 (gruppo 2), 1979-1980 (gruppo 4), 2012-2013, 2016-2017 (gruppo 1)
- Delta Ethniki: 1 
2010-2011 (gruppo 2)

### Altri piazzamenti
- Football League (Grecia):

Secondo posto: 2003-2004
Terzo posto: 2002-2003
- Gamma Ethniki:

Terzo posto: 2024-2025 (gruppo 3)